# アンナ・マリア・フォン・ブラウンシュヴァイク＝カレンベルク＝エッティンゲン
アンナ・マリア・フォン・ブラウンシュヴァイク＝カレンベルク＝エッティンゲン（ドイツ語：Anna Maria von Braunschweig-Calenberg-Göttingen, 1532年4月23日 - 1568年3月20日）は、プロイセン公アルブレヒトの2番目の妃。

## 生涯
アンナ・マリアはブラウンシュヴァイク＝カレンベルク＝ゲッティンゲン侯エーリヒ1世とエリーザベト・フォン・ブランデンブルク（ブランデンブルク選帝侯ヨアヒム1世の娘）の間の娘である。1550年2月16日にケーニヒスベルクで初代プロイセン公アルブレヒトと結婚した。1568年3月20日、アルブレヒトはペストのためタピアウ城で死去し、その16時間後にアンナ・マリアもペストで死去した。

## 子女
アルブレヒトとの間に1男1女をもうけた。
- エリーザベト（1551年 - 1596年）
- アルブレヒト・フリードリヒ（1553年 - 1618年） - プロイセン公（1568年 - 1618年）